# Robert Durrer (métallurgiste)
Pour les articles homonymes, voir Durrer et Robert Durrer.
Robert Durrer, né le 18 novembre 1890 à Arbon (Suisse), mort le 13 février 1978 à Zumikon (Suisse), était un ingénieur et métallurgiste suisse, qui a réalisé en 1948 le premier prototype de convertisseur sidérurgique à l'oxygène pur. Ses recherches furent à l'origine du convertisseur à soufflage par le haut, ou procédé LD, mis au point en 1949 avec les entreprises autrichiennes VÖEST et ÖAMG (de).

## Biographie
Durrer fut diplômé de l'université technique d'Aix-la-Chapelle en 1915. Il resta en Allemagne et accepta en 1928 la chaire de professeur de métallurgie de l'université technique de Berlin. En 1943 Durrer s'enfuit de l'Allemagne nazie pour la Suisse, où il participa à la direction de Roll AG, le plus grand sidérurgiste suisse. Il travailla avec Heinrich Heilbrugge et mena une série d'expériences où il démontrait la rentabilité économique de la conversion de la fonte en acier au moyen de convertisseurs à l'oxygène pur. En 1947, Durrer commanda un petit convertisseur expérimental aux États-Unis qui leur permis d'élaborer, le 1er avril 1948, le premier acier soufflé à l'oxygène.
Pendant l'été 1948, l'invention de Durrer fut améliorée par les équipes de Roll AG et deux entreprises publiques autrichiennes, VÖEST et ÖAMG. Une amélioration essentielle fut apportée par le docteur Theodor Eduard Suess, qui mit au point un convertisseur à soufflage par le haut, alors que le prototype de Durrer était à soufflage latéral. Une fois brévetée, l'invention passa au stade industriel, avec le démarrage de deux aciéries à l'oxygène, une à Linz (VÖEST) en novembre 1952, et l'autre à Donawitz (ÖAMG) en mai 1953. Le nouveau procédé fut alors baptisé du nom de convertisseur LD (pour Linz-Donawitz).
À la fois rentable et capable d'obtenir des qualités d'acier exceptionnelles, l'invention généra un effort mondial de recherche dans la même direction, pour améliorer le convertisseur LD, mettre au point des procédés concurrents ou mieux adaptés à d'autres fontes (notamment les fontes phosphoreuses). Mais si les sidérurgistes japonais et européens adoptèrent immédiatement le nouveau procédé, les américains furent plus tardifs : U.S. Steel et Bethlehem Steel n’introduisirent le procédé à l'oxygène que vers 1964. L'apport de Durrer à la fabrication de l'acier fut reconnu par le prix Benjamin F. Fairless de l'American Institute of Mining, Metallurgical, and Petroleum Engineers (en),.
Durrer enseigna aussi à l'École polytechnique fédérale de Zurich de 1943 à 1961. Il contribua à la rédaction du manuel Metallurgie des Eisens (Métallurgie de l'acier, encore appelé le Gmelin-Durrer). Le prix Staudinger-Durrer Prize qu'attribue chaque année cette école, associe son nom à celui du prix Nobel Hermann Staudinger.

## Publications et œuvres
- (de) Robert Durrer, Die metallurgie des Eisens, 1943 (ASIN B001O2LWXW)
- (de) Robert Durrer, Grundlagen der Eisengewinnung, Berne, Verlag Francke AG, 1947
- (de) Robert Durrer, Wolfgang Egger, Walter Lippert, W. Krieger, H. Trenkler, Gerhard Tromel, E. H. Erich Pietsch et Gmelin-Institut fur anorganische Chemie, Gmelin-Durrer : Metallurgie des Eisens, Weinheim, Verlag Chemie, coll. « Gmelins Handbuch der anorganischen Chemie », 1964, 4 tomes
- (de) Robert Durrer, Georg Volkert et Klaus-Dietrich Frank, Metallurgie der Ferrolegierungen, Springer, 1972, 716 p. (ISBN 3-642-80580-9 et 978-3-642-80580-6)